# Lophuromys pseudosikapusi
Lophuromys pseudosikapusi és un rosegador del gènere Lophuromys que viu al bosc de Sheko, al sud-oest d'Etiòpia. L'espècie és coneguda a partir de només dos exemplars que foren capturats en un bosc pertorbat per l'activitat humana, a un altitud de 1.930 msnm. Dendromus melanotis, Lophuromys chrysopus, Stenocephalemys albipes, Mus mahomet, Lemniscomys macculus, Desmomys yaldeni i un Otomys no identificat són altres espècies trobades a la mateixa localitat. L. pseudosikapusi pertany al subgènere Lophuromys. El seu nom específic, pseudosikapusi, es refereix a l'espècie L. sikapusi i vol dir ‘fals sikapusi’; els exemplars de L. pseudosikapusi s'identificaren inicialment com a Lophuromys cf. sikapusi.